# Andreas Berlin
Pour les articles homonymes, voir Berlin (homonymie).
Andreas Henricsson Berlin, est un botaniste et explorateur suédois, né à Nora (province d'Ångermanland), le 20 mai 1746, et mort dans l'archipel des îles de Los (Guinée), le 2 juin 1773.

## Biographie

### Jeunesse et études
Andreas Berlin, fils du comptable royal Henrik Berlin et d'Anna Catharina Hellström, est né le 20 mai 1746 dans la province d'Ångermanland. Il est scolarisé au gymnase de Härnösand. Le 13 février 1765, Andreas Berlin s'inscrit à l'Université d'Uppsala. Le 17 décembre 1766, il y défend, devant Carl von Linné, une thèse de botanique intitulée Usus muscorum et consacrée à l'utilisation des mousses. Il poursuit ses études jusqu'en 1770, souvent comme auditeur des cours de Linné.

### Séjour à Londres
En 1770, il reçoit une bourse, ce qui lui permet de se rendre à Londres. Il y rencontre les botanistes Daniel Solander (1733-1782), un autre disciple de Linné, et Joseph Banks (1743-1820). Il est assistant de ce dernier dès octobre 1771 et est chargé de faire des copies des descriptions de plantes datant du premier voyage de James Cook (1728-1779), dont Banks avait été le botaniste. 

### Expédition en Afrique
En février 1773, il accompagne une expédition scientifique en Afrique au cours de laquelle il meurt des suites de fièvres tropicales. Pendant cette expédition, il est l'assistant de Henry Smeathman (1742-1786). La brièveté de son séjour en Afrique en rend le bilan scientifique insignifiant.

## Hommages
Daniel Solander nomme le genre botanique Berlinia en mémoire d'Andreas Berlin.